# Замлиння (Мінська область)
Замлиння (біл. вёска Замлынне) — село в складі Смолевицького району Мінської області, Білорусь. Село підпорядковане Жодинській сільській раді, розташоване в центральній частині області.